# مهدی مرادی گنجه
مهدی مرادی گنجه (زادهٔ ۵ مرداد ۱۳۴۳) کشتی‌گیر اهل ایران است. او در وزن ۸۲ کیلوگرم کشتی فرنگی در بازی‌های المپیک تابستانی ۱۹۸۸ سئول شرکت کرد.